# Junkerlilien
Die Junkerlilien (Asphodeline) sind eine Pflanzengattung in der Unterfamilie der Affodillgewächse (Asphodeloideae). Sie wurden früher den Liliengewächsen (Liliaceae) zugeordnet.

## Beschreibung
Es sind meist ausdauernde, krautige Pflanzen, die ein kurzes, teilweise kriechendes Rhizom als Überdauerungsorgan ausbilden. 
Die gelben oder weißen Blüten sind wie bei den meisten Einkeimblättrigen dreizählig. Als Früchte werden kugelige, ledrige Kapseln ausgebildet, welche die schwarzen, tetraederförmigen Samen beinhalten. Im Gegensatz zur sehr ähnlichen Gattung Asphodelus haben die Asphodeline-Arten unterschiedlich lange Staubblätter und die Blätter sind auch über den Stängel verteilt angeordnet. 

Blütenformel:
{\displaystyle \star P_{3+3}\;A_{3+3}\;G_{\underline {(3)}}}

## Vorkommen
Die Junkerlilien kommen in einem Gebiet vom Mittelmeerraum bis zum Iran vor.

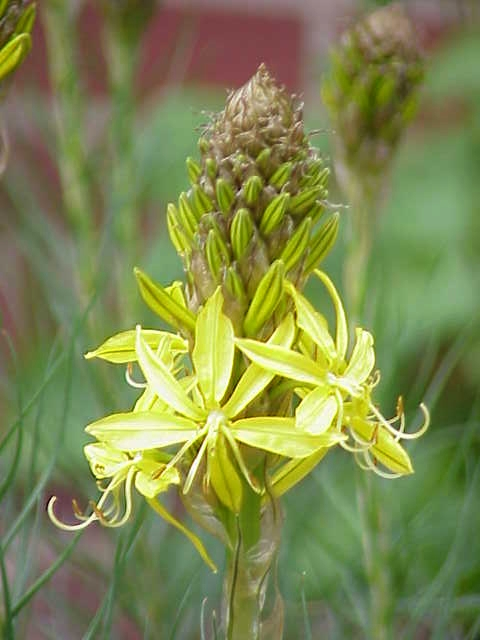
Krim-Junkerlilie (Asphodeline taurica)

## Systematik
In der Gattung Junkerlilien (Asphodeline) gibt es 17 Arten:   
- Asphodeline anatolica Tuzlacı: Die Heimat ist die südwestliche Türkei.
- Asphodeline baytopiae Tuzlacı: Die Heimat ist die südliche Türkei bis Syrien.
- Asphodeline brevicaulis (Bertol.) J.Gay ex Baker: Das Verbreitungsgebiet reicht vom östlichen Mittelmeerraum bis zum Iran. Sie kommt in zwei Unterarten vor.
- Asphodeline cilicica Tuzlacı: Die Heimat ist die südliche Türkei bei Adana.
- Asphodeline damascena (Boiss.) Baker, Heimat: Türkei, Syrien. Sie kommt in vier Unterarten vor.
- Asphodeline globifera J.Gay ex Baker: Die Heimat ist die zentrale und südliche Türkei bis ins westliche Syrien.
- Liburnische Junkerlilie (Asphodeline liburnica (Scop.) Rchb.), Heimat: Süditalien, Balkanhalbinsel, Türkei, Ägäis.
- Gelber Affodill (Asphodeline lutea (L.) Rchb.), Heimat: Apenninenhalbinsel, Balkanhalbinsel, Rumänien, Türkei, Algerien, Tunesien, Vorderasien, Kaukasus.
- Asphodeline peshmeniana Tuzlacı: Die Heimat ist die Türkei.
- Asphodeline prismatocarpa J.Gay ex Boiss.: Die Heimat ist die südliche Türkei.
- Asphodeline prolifera (M.Bieb.) Kunth: Das Verbreitungsgebiet reicht von der nordöstlichen Türkei bis zum nordwestlichen Iran.
- Asphodeline recurva Post: Das Verbreitungsgebiet reicht von der Türkei bis Jordanien.
- Asphodeline rigidifolia (Boiss. & Heldr.) Baker: Die Heimat ist die Türkei.
- Asphodeline sertachiae Tuzlacı: Die Heimat ist die Türkei.
- Krim-Junkerlilie (Asphodeline taurica (Pall.) Endl.), Heimat: Griechenland, Türkei, Kaukasus.
- Schlanke Junkerlilie (Asphodeline tenuior (Fisch. ex M.Bieb.) Ledeb.), Heimat: Kaukasus, Iran. Sie kommt in zwei Unterarten vor.
- Asphodeline turcica Tuzlacı: Die Heimat ist die Türkei.